# Martin H. Kennelly
Pour les articles homonymes, voir Kennelly.
Martin Henry Kennelly (né le 11 août 1887 à Chicago - mort le 29 novembre 1961 dans cette même ville) est un entrepreneur et homme politique américain membre du Parti démocrate. Il a été maire de Chicago, de 1947 à 1955.

## Biographie
Martin Henry Kennelly est né dans le quartier de Bridgeport à Chicago. Il grandit au sein d'une famille d'origine irlandaise et est le plus jeune de ses cinq frères et sœurs. Il fait ses études dans l'école secondaire catholique De La Salle Institute où il obtient son diplôme.
Fils d'un ouvrier de conserverie en agroalimentaire, il sert dans l'armée des États-Unis pendant la Première Guerre mondiale avec le grade de capitaine. À la fin de la guerre, il rentre à Chicago et entre dans le secteur du déménagement et de stockage. Il emménage dans le quartier d'Edgewater, à l'extrémité nord de Lake Shore Drive (au 5555 North Sheridan Road).
Il est le fondateur et premier président d'Allied Van Lines, une association professionnelle indépendante qui unit les entreprises locales indépendantes de déménagement et d'entreposage sous une seule marque.
Après sa retraite, il s'est impliqué dans les affaires sociales et civiques. Pendant la Seconde Guerre mondiale, il est président de la section de Chicago de la Croix-Rouge.

## Carrière politique
Lorsque le démocrate Edward Joseph Kelly, maire de Chicago depuis 1933, risque de perdre la mairie en raison des affaires de corruption et de ses politiques très libérales en matière de droits civiques, le Parti démocrate du comté de Cook, où se situe la ville de Chicago, propose la candidature de Martin H. Kennelly.
Ce dernier retourne alors dans le quartier de Bridgeport et mène sa campagne depuis un appartement de la communauté ouvrière à prédominance irlandaise où il a passé son enfance. Il est élu en 1947, remportant 59 % (920 000 voix) des suffrages et battant son adversaire républicain Russell Root. À son entrée à la mairie, il supervise les premières étapes d'un projet visant à établir un plus grand degré d'autonomie gouvernementale pour la ville de Chicago, créant une commission sur l'autonomie de la ville en 1953 et étudie les moyens d'établir une nouvelle charte de la ville.
Kennelly s'est avéré trop indépendant et orienté vers les réformes pour ses sponsors réguliers du Parti démocrate et a été largué par les chefs du parti lors de l'approbation de 1955 en faveur de Richard J. Daley. Daley a vaincu Kennelly lors de la primaire démocrate de 1955 et a été élu en 1955.

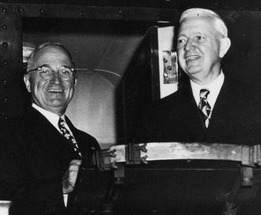
Kennelly à droite, en compagnie du président Harry S. Truman lors d'une visite à Chicago en 1950.

En 1955, les chefs du parti soutiennent la candidature de Richard J. Daley et ce dernier remporte la primaire démocrate, puis la mairie de la ville.

## Fin de vie
Kennelly est décédé d'une insuffisance cardiaque le 29 novembre 1961, à l'âge de 74 ans. Il a été inhumé au cimetière Mount Olivet à Chicago.
À sa mort, le maire Richard J. Daley, le chef du parti qui a vaincu Kennelly lors d'une amère bataille primaire en 1955, l'a décrit comme « un grand Chicagoan qui aimait sa ville » et a ordonné que les drapeaux de l'hôtel de ville de Chicago soient placés en berne.

## Hommage
Au début des années 1960, un conseiller municipal de Chicago a proposé de renommer d'après le maire Martin H. Kennelly, ce qui est aujourd'hui connu comme étant l'autoroute Eisenhower, mais cette demande a échoué. En effet, il ne semble pas y avoir de mémorial public nommé en l'honneur de Kennelly. Cependant, l'exception se trouve en banlieue. Un arrière-neveu de Kennelly a fait un don financier pour la rénovation d'une installation sportive à l'école secondaire Riverside de Brookfield, une commune située dans le comté de Cook en proche banlieue proche de Chicago, qui sera connue plus tard sous le nom de Kennelly Athletic Complex.

## Sources
- (en) Cet article est partiellement ou en totalité issu de l’article de Wikipédia en anglais intitulé « Martin H. Kennelly » (voir la liste des auteurs).
- Grossman, James R., Ann Durkin Keating and Janice L. Reiff, editors. Encyclopedia of Chicago. University of Chicago Press, 2004.
- "Hold Rites Saturday for Martin Kennelly", Chicago Daily Tribune, November 30, 1961, p. 1.
- "Mourners Pay Last Respects to Kennelly", Chicago Daily Tribune, December 1, 1961, p. A16.